# César (calciatore 1995)
César Augusto Soares dos Reis Ribela, noto semplicemente come César (Uberaba, 16 febbraio 1995), è un calciatore brasiliano, portiere dell'Avaí.

## Statistiche

### Presenze e reti nei club
Statistiche aggiornate al 1º dicembre 2022.
| Stagione            | Squadra         | Campionato      | Campionato | Campionato | Coppe nazionali | Coppe nazionali | Coppe nazionali | Coppe continentali | Coppe continentali | Coppe continentali | Altre coppe | Altre coppe | Altre coppe | Totale | Totale |
| Stagione            | Squadra         | Comp            | Pres       | Reti       | Comp            | Pres            | Reti            | Comp               | Pres               | Reti               | Comp        | Pres        | Reti        | Pres   | Reti   |
| ------------------- | --------------- | --------------- | ---------- | ---------- | --------------- | --------------- | --------------- | ------------------ | ------------------ | ------------------ | ----------- | ----------- | ----------- | ------ | ------ |
| 2015                | Londrina        | C+A1/PR         | 0          | 0          | CB              | 0               | 0               | -                  | -                  | -                  | -           | -           | -           | 0      | 0      |
| 2016                | Londrina        | B+A1/PR         | 0          | 0          | CB              | 0               | 0               | -                  | -                  | -                  | -           | -           | -           | 0      | 0      |
| 2017                | Londrina        | B+A1/PR         | 36+7       | -42 + -6   | CB              | 0               | 0               | -                  | -                  | -                  | PL          | 3           | -2          | 46     | -50    |
| gen.-lug. 2018      | Londrina        | B+A1/PR         | 0+8        | 0 + -9     | CB              | 2               | -2              | -                  | -                  | -                  | -           | -           | -           | 10     | -11    |
| 2018-2019           | Estoril Praia   | SL              | 3          | -6         | CP+CdL          | 1+0             | 0               | -                  | -                  | -                  | -           | -           | -           | 4      | -6     |
| lug.-nov. 2019      | Londrina        | B+A1/PR         | 17+0       | -24 + 0    | CB              | -               | -               | -                  | -                  | -                  | -           | -           | -           | 17     | -24    |
| gen.-mar. 2020      | Coritiba        | A+A1/PR         | 0          | 0          | CB              | 0               | 0               | -                  | -                  | -                  | -           | -           | -           | 0      | 0      |
| mar. 2020-gen. 2021 | Vitória         | B+A1/BA         | 8+2        | -14 + -3   | CB              | 0               | 0               | -                  | -                  | -                  | CDN         | 0           | 0           | 10     | -17    |
| 2021                | Londrina        | B+A1/PR         | 29+3       | -25 + 0    | -               | -               | -               | -                  | -                  | -                  | -           | -           | -           | 32     | -25    |
| Totale Londrina     | Totale Londrina | Totale Londrina | 100        | -106       |                 | 2               | -2              |                    | -                  | -                  |             | 3           | -2          | 105    | -110   |
| 2022                | Juventude       | A+A1/RS         | 25+8       | -41 + -5   | CB              | 3               | -4              | -                  | -                  | -                  | -           | -           | -           | 36     | -50    |
| Totale carriera     | Totale carriera | Totale carriera | 146        | -175       |                 | 6               | -6              |                    | -                  | -                  |             | 3           | -2          | 155    | -183   |

## Palmarès

### Club

#### Competizioni nazionali
- Primeira Liga: 1

Londrina: 2017

#### Competizioni statali
- Campionato Paranaense: 1

Londrina: 2021
- Campionato Catarinense: 1

Avaí: 2025